# Trochtelfingen

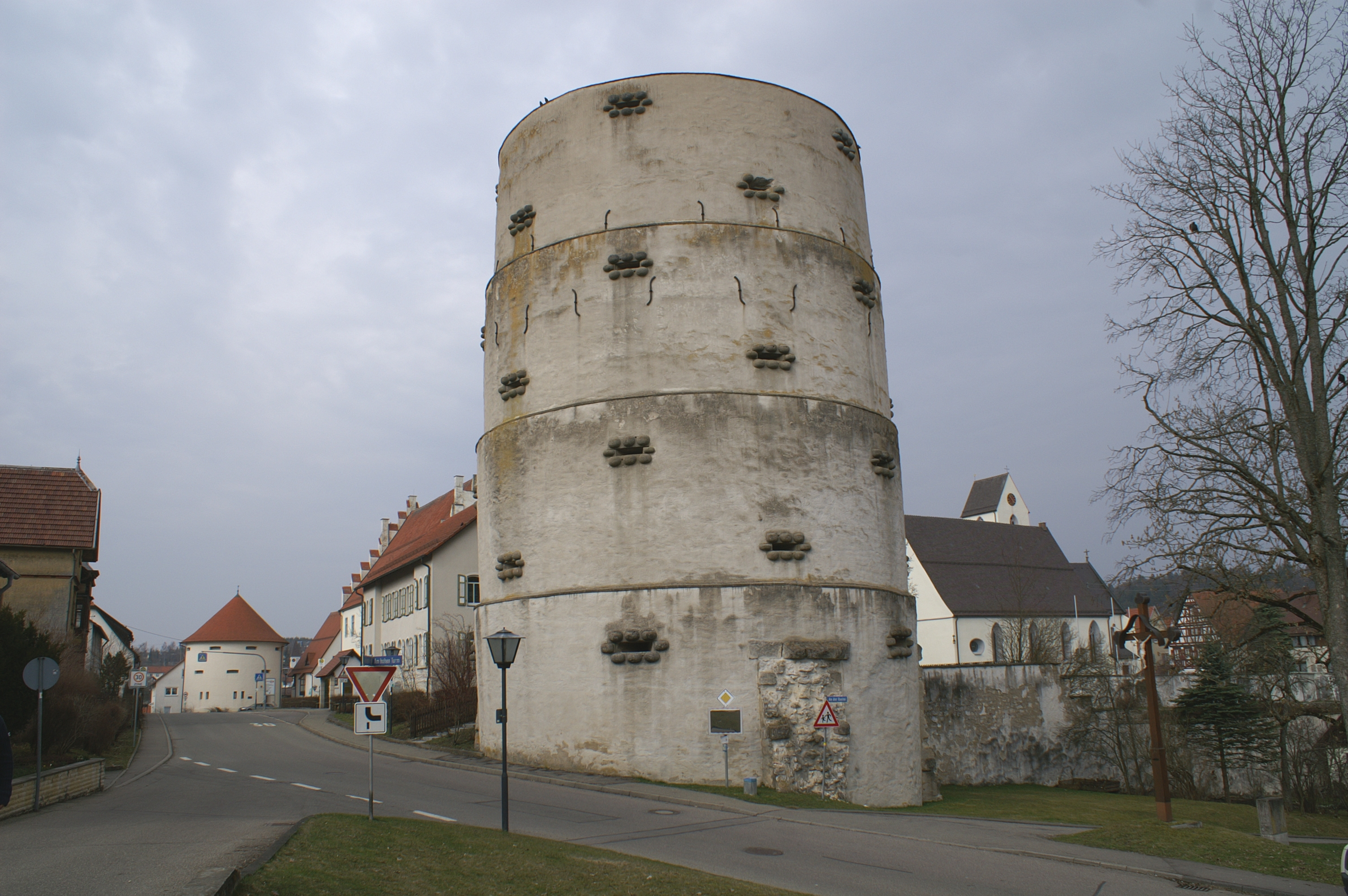
« Der Hohe Turm » (la Tour Haute), pars des vieux remparts

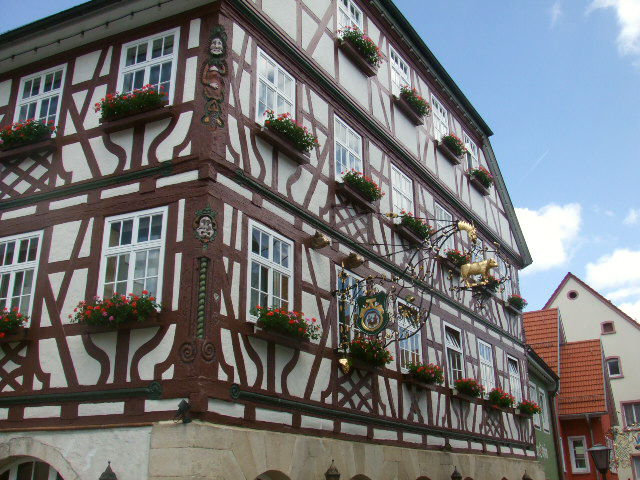
La maison « zum Ochsen » au Rathausplatz (Place de la Mairie)

Trochtelfingen est une ville de Bade-Wurtemberg (Allemagne), située dans l'arrondissement de Reutlingen, dans la région Neckar-Alb, dans le district de Tübingen. Elle est située sur la Seckach, un affluent de la Lauchert, qui se jette dans le Danube près de Sigmaringen.
Elle a incorporé les villages voisins de Hausen-sur-la-Lauchert, Mägerkingen, Steinhilben et Wilsingen.
Elle est jumelée avec Máriahalom en Hongrie.